# 鎌田銓一
鎌田 銓一（かまだ せんいち、1896年（明治29年）8月23日 - 1975年（昭和50年）11月3日）は、日本の陸軍軍人。最終階級は陸軍中将。

## 経歴
東京府出身。兵庫県神戸で判事・鎌田孝二の長男として生まれる。早稲田中学校（現早稲田中学校・高等学校）、陸軍中央幼年学校予科、中央幼年学校本科を経て、1917年（大正6年）5月、陸軍士官学校（29期）を卒業。同年12月、工兵少尉に任官し工兵第3大隊付となる。1920年（大正9年）11月、陸軍砲工学校高等科（26期）を優等で卒業。1921年（大正10年）4月、帝国大学理工学部陸軍派遣学生として京都帝国大学工学部土木工学科に入学し、1924年（大正13年）3月に卒業した。
1924年4月、工兵第3大隊付となり、陸軍築城部本部付を務め、1926年（大正15年）3月、工兵大尉に昇進。1930年（昭和5年）3月、陸軍省兵器局課員に就任し、1931年（昭和6年）8月、工兵少佐に進級。1932年（昭和7年）1月、工兵第1連隊付としてアメリカ駐在に発令され、1934年（昭和9年）3月までイリノイ大学、マサチューセッツ工科大学で学んだ（第一工兵連隊では大隊長待遇の隊付勤務をこなした）。1934年1月、築城本部付に発令され、築城本部員兼軍務局課員を務め、1936年（昭和11年）8月、工兵中佐に進み兵務局防備課員となる。1938年（昭和13年）3月、兵務局防備課長に就任し、1938年（昭和13年）7月、工兵大佐に昇進。1939年（昭和14年）1月、整備局交通課長に転じた。
1940年（昭和15年）9月、鉄道第5連隊長に発令され日中戦争に出征。1941年（昭和16年）10月、陸軍少将に進級。同月、第4特設鉄道司令官に発令され太平洋戦争に出征。マレー作戦、シンガポールの戦いに参戦。1943年（昭和18年）2月、鉄道練習部長に転じ、同年12月、関東軍野戦鉄道司令官に発令され満州に赴任。1944年（昭和19年）12月、大陸鉄道参謀長に転じ、1945年（昭和20年）1月、第2野戦鉄道司令官に就任し、同年3月、陸軍中将に進んだ。同年8月、陸軍兵器本廠付となり、同年9月、第1総軍参謀副長に転じ、同年12月、予備役に編入された。
その後、東部復員連絡局渉外部長（1945年12月-1946年12月）、第一復員省連絡部長（1946年5月-1946年12月）を務めた。アメリカの留学中の上級生にダグラス・マッカーサーがいたことからGHQの首席接待委員となり、いわゆる鎌田機関を組織。「鎌田を通さなければマッカーサーには会えない」と言われるほどの影響力を持った。
1947年（昭和22年）11月28日、公職追放仮指定を受けた。

## 逸話
- 1945年8月の第二次世界大戦終結の際には鎌田は北京市（当時：中華民国）に在所し、敗戦の責任を自ら取ろうと自決を決意し、薬物注射器を用意するよう部下の軍医に命じた。しかし自決決行の直前になって北支那方面軍司令官の下村定（終戦後に東久邇宮内閣陸軍大臣に就任）から「直ちに日本へ戻り、進駐軍先遣隊を接遇せよ」との指示を受けて帰国。日本へ戻ると内閣総理大臣東久邇宮稔彦王に面会し、東久邇宮稔彦王より「皇室をお護りするのが（君の）使命だ」と命じられ、その後に進駐軍（連合国軍最高司令官総司令部）を相手に様々な活動をしたという[6]。
- 剣道三段の腕前であった鎌田は在米留学中、人生初のフェンシング競技大会に出場させられたが、「要するに突きだけの剣術だろう」などと言って参加し、なんと優勝してしまい、当時陸軍参謀総長であったダグラス・マッカーサーから拳銃を授与されたという。
- 終戦直後、進駐軍受け入れの為の政府要員として厚木委員会の副委員長であった鎌田は、アメリカの先遣隊指揮官である旧知のチャールズ・テンチ（Charles Tench）大佐らと接触した際、「オー、ジェネラル・センイチ・カマタ!」、「大隊長殿、お懐かしゅうございます。もう将官になられたのですか!ちょいと出世が早すぎるのではないですか。」などとジョークを交えて迎えられ、取り巻きを唖然とさせたという。
- 米軍某将官がA級戦犯容疑者の逮捕前夜、その名簿を極秘裏に鎌田中将に見せて、「このリスト中、死亡者があらばカミソリの刃で削ってもよい」と微笑しながら云った。・・最初の一行目に一番おそれていた昭和天皇のお名があり、続いて皇族、高官の順であった。中将は意を決し、まず天皇のお名を切り取り、さらに順次に皇族のお名を削った。・・しかし・・皇族の中の最後の一行、梨本宮守正王の名を削り忘れてしまった[7]。

## 評伝
- 山田秀三郎『罪悪と栄光 : 鎌田元中将秘録』 - 鎌田銓一先生秘録・刊行協賛会、1967年。
- 鎌田勇『皇室をお護りせよ!―鎌田中将への密命』ワック、2016年／同・新書判、2021年。

## 親族
- おじ 福田馬之助（海軍造船中将）[1]
- 義父 大久保徳明（陸軍中将）[1]
- 息子 鎌田勇（ビオラ奏者、沖ユニシス元社長）[8][9]

## 栄典
勲章
- 1943年（昭和18年）10月9日  - 勲二等瑞宝章[10]